# ATP Tour 2024
Die ATP Tour 2024 war die höchste Wettbewerbsserie im männlichen Profitennis im Jahr 2024 und wurde von der ATP organisiert. Sie bestand aus den vier Grand-Slam-Turnieren (von der ITF betreut) sowie aus den ATP Tour Masters 1000, der ATP Tour 500 und der ATP Tour 250 in absteigender Bedeutung. Darüber hinaus gehörten die ATP Finals, die Next Generation ATP Finals, der Laver Cup, der Davis Cup sowie der United Cup dazu. Letztere beiden wurden wie die Grand-Slam-Turniere von der ITF organisiert. Die Sieger der Mixedkonkurrenz sind bei den Grand-Slam-Turnieren ebenfalls mitaufgeführt. Insgesamt bestand die Tour 2024 aus 68 Turnieren. Im Vorjahr wurden die Turniere von über 5 Millionen Zuschauern besucht, was einen Rekord darstellte.

## Turnierserien
| Anzahl der Turniere nach Turnierserie |
| ------------------------------------- |
| 4 Grand-Slam-Turniere                 |
| ATP Finals Next Generation ATP Finals |
| 9 ATP Tour Masters 1000               |
| 13 ATP Tour 500                       |
| 38 ATP Tour 250                       |
| Davis Cup                             |
| United Cup Laver Cup                  |

## Turnierplan

### Januar
| Datum 1 | Turnier | Sieger                            | Finalgegner                        | Ergebnis                |
| ------- | --- | --------------------------------- | ---------------------------------- | ----------------------- |
| 01.01.  | United Cup Perth, Sydney, Australien Hartplatz 18 Teams – $ 10.000.000                                            | Deutschland                       | Polen                              | 2:1                     |
| 01.01.  | Brisbane International Brisbane, Australien ATP Tour 250 – Hartplatz 32E / 24D – $ 661.585 / $ 739.945            | Grigor Dimitrow                   | Holger Rune                        | 7:65, 6:4               |
| 01.01.  | Brisbane International Brisbane, Australien ATP Tour 250 – Hartplatz 32E / 24D – $ 661.585 / $ 739.945            | Lloyd Glasspool Jean-Julien Rojer | Kevin Krawietz Tim Pütz            | 7:63, 5:7, [12:10]      |
| 01.01.  | Bank of China Hong Kong Tennis Open Hongkong, Hongkong ATP Tour 250 – Hartplatz 28E / 16D – $ 661.585 / $ 739.945 | Andrei Rubljow                    | Emil Ruusuvuori                    | 6:4, 6:4                |
| 01.01.  | Bank of China Hong Kong Tennis Open Hongkong, Hongkong ATP Tour 250 – Hartplatz 28E / 16D – $ 661.585 / $ 739.945 | Marcelo Arévalo Mate Pavić        | Sander Gillé Joran Vliegen         | 7:63, 6:4               |
| 08.01.  | Adelaide International Adelaide, Australien ATP Tour 250 – Hartplatz 28E / 24D – $ 661.585 / $ 739.945            | Jiří Lehečka                      | Jack Draper                        | 4:6, 6:4, 6:3           |
| 08.01.  | Adelaide International Adelaide, Australien ATP Tour 250 – Hartplatz 28E / 24D – $ 661.585 / $ 739.945            | Rajeev Ram Joe Salisbury          | Rohan Bopanna Matthew Ebden        | 7:5, 5:7, [11:9]        |
| 08.01.  | ASB Classic Auckland, Neuseeland ATP Tour 250 – Hartplatz 28E / 16D – $ 661.585 / $ 739.945                       | Alejandro Tabilo                  | Taro Daniel                        | 6:2, 7:5                |
| 08.01.  | ASB Classic Auckland, Neuseeland ATP Tour 250 – Hartplatz 28E / 16D – $ 661.585 / $ 739.945                       | Wesley Koolhof Nikola Mektić      | Marcel Granollers Horacio Zeballos | 6:3, 6:75, [10:7]       |
| 15.01.  | Australian Open Melbourne, Australien Grand Slam – Hartplatz 128E / 64D / 32MX – A$ 86.500.000                    | Jannik Sinner                     | Daniil Medwedew                    | 3:6, 3:6, 6:4, 6:4, 6:3 |
| 15.01.  | Australian Open Melbourne, Australien Grand Slam – Hartplatz 128E / 64D / 32MX – A$ 86.500.000                    | Rohan Bopanna Matthew Ebden       | Simone Bolelli Andrea Vavassori    | 7:60, 7:5               |
| 15.01.  | Australian Open Melbourne, Australien Grand Slam – Hartplatz 128E / 64D / 32MX – A$ 86.500.000                    | Hsieh Su-wei Jan Zieliński        | Desirae Krawczyk Neal Skupski      | 6:75, 6:4, [11:9]       |
| 29.01.  | Open Sud de France Montpellier, Frankreich ATP Tour 250 – Hartplatz (Halle) 28E / 16D – € 579.320 / € 651.865     | Alexander Bublik                  | Borna Ćorić                        | 5:7, 6:2, 6:3           |
| 29.01.  | Open Sud de France Montpellier, Frankreich ATP Tour 250 – Hartplatz (Halle) 28E / 16D – € 579.320 / € 651.865     | Sadio Doumbia Fabien Reboul       | Albano Olivetti Sam Weissborn      | 6:75, 6:4, [10:6]       |
| 29.01.  | Davis Cup – Qualifikationsrunde                                                                                   |                                   |                                    |                         |

### Februar
| Datum 1 | Turnier | Sieger                               | Finalgegner                            | Ergebnis          |
| ------- | --- | ------------------------------------ | -------------------------------------- | ----------------- |
| 05.02.  | Córdoba Open Córdoba, Argentinien ATP Tour 250 – Sand 28E / 16D – $ 562.345 / $ 640.705                                                 | Luciano Darderi                      | Facundo Bagnis                         | 6:1, 6:4          |
| 05.02.  | Córdoba Open Córdoba, Argentinien ATP Tour 250 – Sand 28E / 16D – $ 562.345 / $ 640.705                                                 | Máximo González Andrés Molteni       | Sadio Doumbia Fabien Reboul            | 6:4, 6:1          |
| 05.02.  | Dallas Open Dallas, Vereinigte Staaten ATP Tour 250 – Hartplatz (Halle) 28E / 16D – $ 756.020 / $ 841.590                               | Tommy Paul                           | Marcos Giron                           | 7:63, 5:7, 6:3    |
| 05.02.  | Dallas Open Dallas, Vereinigte Staaten ATP Tour 250 – Hartplatz (Halle) 28E / 16D – $ 756.020 / $ 841.590                               | Max Purcell Jordan Thompson          | William Blumberg Rinky Hijikata        | 6:4, 2:6, [10:8]  |
| 05.02.  | Open 13 Provence Marseille, Frankreich ATP Tour 250 – Hartplatz (Halle) 28E / 16D – € 724.015 / € 801.335                               | Ugo Humbert                          | Grigor Dimitrow                        | 6:4, 6:3          |
| 05.02.  | Open 13 Provence Marseille, Frankreich ATP Tour 250 – Hartplatz (Halle) 28E / 16D – € 724.015 / € 801.335                               | Tomáš Macháč Zhang Zhizhen           | Patrik Niklas-Salminen Emil Ruusuvuori | 6:3, 6:4          |
| 12.02.  | ABN AMRO Open Rotterdam, Niederlande ATP Tour 500 – Hartplatz (Halle) 32E / 16D – € 2.134.985 / € 2.290.720                             | Jannik Sinner                        | Alex de Minaur                         | 7:5, 6:4          |
| 12.02.  | ABN AMRO Open Rotterdam, Niederlande ATP Tour 500 – Hartplatz (Halle) 32E / 16D – € 2.134.985 / € 2.290.720                             | Wesley Koolhof Nikola Mektić         | Robin Haase Botic van de Zandschulp    | 6:3, 7:5          |
| 12.02.  | Argentina Open Buenos Aires, Argentinien ATP Tour 250 – Sand 28E / 16D – $ 642.615 / $ 728.185                                          | Facundo Díaz Acosta                  | Nicolás Jarry                          | 6:3, 6:4          |
| 12.02.  | Argentina Open Buenos Aires, Argentinien ATP Tour 250 – Sand 28E / 16D – $ 642.615 / $ 728.185                                          | Simone Bolelli Andrea Vavassori      | Marcel Granollers Horacio Zeballos     | 6:2, 7:66         |
| 12.02.  | Delray Beach Open Delray Beach, Vereinigte Staaten ATP Tour 250 – Hartplatz 28E / 16D – $ 661.585 / $ 742.350                           | Taylor Fritz                         | Tommy Paul                             | 6:2, 6:3          |
| 12.02.  | Delray Beach Open Delray Beach, Vereinigte Staaten ATP Tour 250 – Hartplatz 28E / 16D – $ 661.585 / $ 742.350                           | Julian Cash Robert Galloway          | Santiago González Neal Skupski         | 5:7, 7:5, [10:2]  |
| 19.02.  | Rio Open Rio de Janeiro, Brasilien ATP Tour 500 – Sand 32E / 16D – $ 2.100.230 / $ 2.271.715                                            | Sebastián Báez                       | Mariano Navone                         | 6:2, 6:1          |
| 19.02.  | Rio Open Rio de Janeiro, Brasilien ATP Tour 500 – Sand 32E / 16D – $ 2.100.230 / $ 2.271.715                                            | Nicolás Barrientos Rafael Matos      | Alexander Erler Lucas Miedler          | 6:4, 6:3          |
| 19.02.  | Qatar ExxonMobil Open Doha, Katar ATP Tour 250 – Hartplatz 28E / 16D – $ 1.395.875 / $ 1.493.465                                        | Karen Chatschanow                    | Jakub Menšík                           | 7:612, 6:4        |
| 19.02.  | Qatar ExxonMobil Open Doha, Katar ATP Tour 250 – Hartplatz 28E / 16D – $ 1.395.875 / $ 1.493.465                                        | Jamie Murray Michael Venus           | Lorenzo Musetti Lorenzo Sonego         | 7:60, 2:6, [10:8] |
| 19.02.  | Mifel Tennis Open Cabo San Lucas, Mexiko ATP Tour 250 – Hartplatz 28E / 16D – $ 915.245 / $ 1.005.620                                   | Jordan Thompson                      | Casper Ruud                            | 6:3, 7:64         |
| 19.02.  | Mifel Tennis Open Cabo San Lucas, Mexiko ATP Tour 250 – Hartplatz 28E / 16D – $ 915.245 / $ 1.005.620                                   | Max Purcell Jordan Thompson          | Gonzalo Escobar Alexander Nedowessow   | 7:5, 7:62         |
| 26.02.  | Abierto Mexicano Telcel Acapulco, Mexiko ATP Tour 500 – Hartplatz 32E / 16D – $ 2.206.080 / $ 2.377.565                                 | Alex de Minaur                       | Casper Ruud                            | 6:4, 6:4          |
| 26.02.  | Abierto Mexicano Telcel Acapulco, Mexiko ATP Tour 500 – Hartplatz 32E / 16D – $ 2.206.080 / $ 2.377.565                                 | Hugo Nys Jan Zieliński               | Santiago González Neal Skupski         | 6:3, 6:2          |
| 26.02.  | Dubai Duty Free Tennis Championships Dubai, Vereinigte Arabische Emirate ATP Tour 500 – Hartplatz 32E / 16D – $ 2.941.785 / $ 3.113.270 | Ugo Humbert                          | Alexander Bublik                       | 6:4, 6:3          |
| 26.02.  | Dubai Duty Free Tennis Championships Dubai, Vereinigte Arabische Emirate ATP Tour 500 – Hartplatz 32E / 16D – $ 2.941.785 / $ 3.113.270 | Tallon Griekspoor Jan-Lennard Struff | Ivan Dodig Austin Krajicek             | 6:4, 4:6, [10:6]  |
| 26.02.  | Movistar Chile Open Santiago de Chile, Chile ATP Tour 250 – Sand 28E / 16D – $ 661.585 / $ 742.350                                      | Sebastián Báez                       | Alejandro Tabilo                       | 3:6, 6:0, 6:4     |
| 26.02.  | Movistar Chile Open Santiago de Chile, Chile ATP Tour 250 – Sand 28E / 16D – $ 661.585 / $ 742.350                                      | Tomás Barrios Vera Alejandro Tabilo  | Orlando Luz Matías Soto                | 6:2, 6:4          |

### März
| Datum 1 | Turnier | Sieger                       | Finalgegner                        | Ergebnis        |
| ------- | --- | ---------------------------- | ---------------------------------- | --------------- |
| 04.03.  | BNP Paribas Open Indian Wells, Vereinigte Staaten ATP Tour Masters 1000 – Hartplatz 96E / 32D – $ 9.495.555 / $ 12.418.990 | Carlos Alcaraz               | Daniil Medwedew                    | 7:65, 6:1       |
| 04.03.  | BNP Paribas Open Indian Wells, Vereinigte Staaten ATP Tour Masters 1000 – Hartplatz 96E / 32D – $ 9.495.555 / $ 12.418.990 | Wesley Koolhof Nikola Mektić | Marcel Granollers Horacio Zeballos | 7:62, 7:64      |
| 18.03.  | Miami Open Miami, Vereinigte Staaten ATP Tour Masters 1000 – Hartplatz 96E / 32D – $ 8.995.555 / $ 10.404.205              | Jannik Sinner                | Grigor Dimitrow                    | 6:3, 6:1        |
| 18.03.  | Miami Open Miami, Vereinigte Staaten ATP Tour Masters 1000 – Hartplatz 96E / 32D – $ 8.995.555 / $ 10.404.205              | Rohan Bopanna Matthew Ebden  | Ivan Dodig Austin Krajicek         | 6:73, 6:3, 10:6 |

### April
| Datum 1 | Turnier | Sieger                               | Finalgegner                     | Ergebnis         |
| ------- | --- | ------------------------------------ | ------------------------------- | ---------------- |
| 01.04.  | Millennium Estoril Open Estoril, Portugal ATP Tour 250 – Sand 28E / 16D – € 579.320 / € 651.865                                        | Hubert Hurkacz                       | Pedro Martínez                  | 6:3, 6:4         |
| 01.04.  | Millennium Estoril Open Estoril, Portugal ATP Tour 250 – Sand 28E / 16D – € 579.320 / € 651.865                                        | Gonzalo Escobar Alexander Nedowessow | Sadio Doumbia Fabien Reboul     | 7:5, 6:2         |
| 01.04.  | Fayez Sarofim & Co. US Men’s Clay Court Championship Houston, Vereinigte Staaten ATP Tour 250 – Sand 28E / 16D – $ 661.585 / $ 742.350 | Ben Shelton                          | Frances Tiafoe                  | 7:5, 4:6, 6:3    |
| 01.04.  | Fayez Sarofim & Co. US Men’s Clay Court Championship Houston, Vereinigte Staaten ATP Tour 250 – Sand 28E / 16D – $ 661.585 / $ 742.350 | Max Purcell Jordan Thompson          | William Blumberg John Peers     | 7:5, 6:1         |
| 01.04.  | Grand Prix Hassan II Marrakesch, Marokko ATP Tour 250 – Sand 28E / 16D – € 579.320 / € 651.865                                         | Matteo Berrettini                    | Roberto Carballés Baena         | 7:5, 6:2         |
| 01.04.  | Grand Prix Hassan II Marrakesch, Marokko ATP Tour 250 – Sand 28E / 16D – € 579.320 / € 651.865                                         | Harri Heliövaara Henry Patten        | Alexander Erler Lucas Miedler   | 3:6, 6:4, [10:4] |
| 08.04.  | Rolex Monte-Carlo Masters Monte-Carlo, Monaco ATP Tour Masters 1000 – Sand 56E / 28D – € 5.950.575 / € 6.410.670                       | Stefanos Tsitsipas                   | Casper Ruud                     | 6:1, 6:4         |
| 08.04.  | Rolex Monte-Carlo Masters Monte-Carlo, Monaco ATP Tour Masters 1000 – Sand 56E / 28D – € 5.950.575 / € 6.410.670                       | Sander Gillé Joran Vliegen           | Marcelo Melo Alexander Zverev   | 5:7, 6:3, [10:5] |
| 15.04.  | Barcelona Open Banc Sabadell Barcelona, Spanien ATP Tour 500 – Sand 48E / 16D – € 2.782.960 / € 2.938.695                              | Casper Ruud                          | Stefanos Tsitsipas              | 7:5, 6:3         |
| 15.04.  | Barcelona Open Banc Sabadell Barcelona, Spanien ATP Tour 500 – Sand 48E / 16D – € 2.782.960 / € 2.938.695                              | Máximo González Andrés Molteni       | Hugo Nys Jan Zieliński          | 4:6, 6:4, [11:9] |
| 15.04.  | Țiriac Open Bukarest, Rumänien ATP Tour 250 – Sand 28E / 16D – € 579.320 / € 651.865                                                   | Márton Fucsovics                     | Mariano Navone                  | 6:4, 7:5         |
| 15.04.  | Țiriac Open Bukarest, Rumänien ATP Tour 250 – Sand 28E / 16D – € 579.320 / € 651.865                                                   | Sadio Doumbia Fabien Reboul          | Harri Heliövaara Henry Patten   | 6:3, 7:5         |
| 15.04.  | BMW Open München, Deutschland ATP Tour 250 – Sand 28E / 16D – € 579.320 / € 651.865                                                    | Jan-Lennard Struff                   | Taylor Fritz                    | 7:5, 6:3         |
| 15.04.  | BMW Open München, Deutschland ATP Tour 250 – Sand 28E / 16D – € 579.320 / € 651.865                                                    | Yuki Bhambri Albano Olivetti         | Andreas Mies Jan-Lennard Struff | 7:66, 7:65       |
| 22.04.  | Mutua Madrid Open Madrid, Spanien ATP Tour Masters 1000 – Sand 96E / 32D – € 7.877.020 / € 9.017.445                                   | Andrei Rubljow                       | Félix Auger-Aliassime           | 4:6, 7:5, 7:5    |
| 22.04.  | Mutua Madrid Open Madrid, Spanien ATP Tour Masters 1000 – Sand 96E / 32D – € 7.877.020 / € 9.017.445                                   | Sebastian Korda Jordan Thompson      | Ariel Behar Adam Pavlásek       | 6:3, 7:67        |

### Mai
| Datum 1 | Turnier | Sieger                                 | Finalgegner                       | Ergebnis                |
| ------- | --- | -------------------------------------- | --------------------------------- | ----------------------- |
| 06.05.  | Internazionali BNL d’Italia Rom, Italien ATP Tour Masters 1000 – Sand 96E / 32D – € 7.877.020 / € 9.094.379 | Alexander Zverev                       | Nicolás Jarry                     | 6:4, 7:5                |
| 06.05.  | Internazionali BNL d’Italia Rom, Italien ATP Tour Masters 1000 – Sand 96E / 32D – € 7.877.020 / € 9.094.379 | Marcel Granollers Horacio Zeballos     | Marcelo Arévalo Mate Pavić        | 6:2, 6:2                |
| 20.05.  | Gonet Geneva Open Genf, Schweiz ATP Tour 250 – Sand 28E / 16D – € 579.320 / € 651.865                       | Casper Ruud                            | Tomáš Macháč                      | 7:5, 6:3                |
| 20.05.  | Gonet Geneva Open Genf, Schweiz ATP Tour 250 – Sand 28E / 16D – € 579.320 / € 651.865                       | Marcelo Arévalo Mate Pavić             | Lloyd Glasspool Jean-Julien Rojer | 7:62, 7:5               |
| 20.05.  | Open Parc Auvergne-Rhône-Alpes Lyon Lyon, Frankreich ATP Tour 250 – Sand 28E / 16D – € 579.320 / € 651.865  | Giovanni Mpetshi Perricard             | Tomás Martín Etcheverry           | 6:4, 1:6, 7:67          |
| 20.05.  | Open Parc Auvergne-Rhône-Alpes Lyon Lyon, Frankreich ATP Tour 250 – Sand 28E / 16D – € 579.320 / € 651.865  | Harri Heliövaara Henry Patten          | Yuki Bhambri Albano Olivetti      | 3:6, 7:64, [10:8]       |
| 27.05.  | Roland Garros Paris, Frankreich Grand Slam – Sand 128E / 64D / 32MX – € 53.478.000                          | Carlos Alcaraz                         | Alexander Zverev                  | 6:3, 2:6, 5:7, 6:1, 6:2 |
| 27.05.  | Roland Garros Paris, Frankreich Grand Slam – Sand 128E / 64D / 32MX – € 53.478.000                          | Marcelo Arévalo Mate Pavić             | Simone Bolelli Andrea Vavassori   | 7:5, 6:3                |
| 27.05.  | Roland Garros Paris, Frankreich Grand Slam – Sand 128E / 64D / 32MX – € 53.478.000                          | Laura Siegemund Édouard Roger-Vasselin | Desirae Krawczyk Neal Skupski     | 6:4, 7:5                |

### Juni
| Datum 1 | Turnier | Sieger                            | Finalgegner                    | Ergebnis          |
| ------- | --- | --------------------------------- | ------------------------------ | ----------------- |
| 10.06.  | Libéma Open ’s-Hertogenbosch, Niederlande ATP Tour 250 – Rasen 28E / 16D – € 690.135 / € 767.445                 | Alex de Minaur                    | Sebastian Korda                | 6:2, 6:4          |
| 10.06.  | Libéma Open ’s-Hertogenbosch, Niederlande ATP Tour 250 – Rasen 28E / 16D – € 690.135 / € 767.445                 | Nathaniel Lammons Jackson Withrow | Wesley Koolhof Nikola Mektić   | 7:65, 7:63        |
| 10.06.  | Boss Open Stuttgart, Deutschland ATP Tour 250 – Rasen 28E / 16D – € 734.915 / € 812.235                          | Jack Draper                       | Matteo Berrettini              | 3:6, 7:65, 6:4    |
| 10.06.  | Boss Open Stuttgart, Deutschland ATP Tour 250 – Rasen 28E / 16D – € 734.915 / € 812.235                          | Rafael Matos Marcelo Melo         | Julian Cash Robert Galloway    | 3:6, 6:3, [10:8]  |
| 17.06.  | Terra Wortmann Open Halle, Deutschland ATP Tour 500 – Rasen 32E / 16D – € 2.255.655 / € 2.411.390                | Jannik Sinner                     | Hubert Hurkacz                 | 7:68, 7:62        |
| 17.06.  | Terra Wortmann Open Halle, Deutschland ATP Tour 500 – Rasen 32E / 16D – € 2.255.655 / € 2.411.390                | Simone Bolelli Andrea Vavassori   | Kevin Krawietz Tim Pütz        | 7:63, 7:65        |
| 17.06.  | cinch Championships London, Vereinigtes Königreich ATP Tour 500 – Rasen 32E / 16D – € 2.255.655 / € 2.411.390    | Tommy Paul                        | Lorenzo Musetti                | 6:1, 7:68         |
| 17.06.  | cinch Championships London, Vereinigtes Königreich ATP Tour 500 – Rasen 32E / 16D – € 2.255.655 / € 2.411.390    | Neal Skupski Michael Venus        | Taylor Fritz Karen Chatschanow | 4:6, 7:65, [10:8] |
| 24.06.  | Mallorca Championships Santa Ponça, Spanien ATP Tour 250 – Rasen 28E / 16D – € 932.135 / € 1.005.340             | Alejandro Tabilo                  | Sebastian Ofner                | 6:3, 6:4          |
| 24.06.  | Mallorca Championships Santa Ponça, Spanien ATP Tour 250 – Rasen 28E / 16D – € 932.135 / € 1.005.340             | Julian Cash Robert Galloway       | Diego Hidalgo Alejandro Tabilo | 6:4, 6:4          |
| 24.06.  | Rothesay International Eastbourne, Vereinigtes Königreich ATP Tour 250 – Rasen 28E / 16D – € 740.160 / € 812.705 | Taylor Fritz                      | Max Purcell                    | 6:4, 6:3          |
| 24.06.  | Rothesay International Eastbourne, Vereinigtes Königreich ATP Tour 250 – Rasen 28E / 16D – € 740.160 / € 812.705 | Neal Skupski Michael Venus        | Matthew Ebden John Peers       | 4:6, 7:62, [11:9] |

### Juli
| Datum 1 | Turnier | Sieger                                    | Finalgegner                          | Ergebnis                  |
| ------- | --- | ----------------------------------------- | ------------------------------------ | ------------------------- |
| 01.07.  | Wimbledon London, Vereinigtes Königreich Grand Slam – Rasen 128E / 64D / 48MX – £ 50.000.000                              | Carlos Alcaraz                            | Novak Đoković                        | 6:2, 6:2, 7:64            |
| 01.07.  | Wimbledon London, Vereinigtes Königreich Grand Slam – Rasen 128E / 64D / 48MX – £ 50.000.000                              | Harri Heliövaara Henry Patten             | Max Purcell Jordan Thompson          | 6:77, 7:68, 7:69          |
| 01.07.  | Wimbledon London, Vereinigtes Königreich Grand Slam – Rasen 128E / 64D / 48MX – £ 50.000.000                              | Jan Zieliński Hsieh Su-wei                | Santiago González Giuliana Olmos     | 6:4, 6:2                  |
| 15.07.  | Hamburg Open Hamburg, Deutschland ATP Tour 500 – Sand 32E / 16D – € 1.891.995 / € 2.047.730                               | Arthur Fils                               | Alexander Zverev                     | 6:3, 3:6, 7:61            |
| 15.07.  | Hamburg Open Hamburg, Deutschland ATP Tour 500 – Sand 32E / 16D – € 1.891.995 / € 2.047.730                               | Kevin Krawietz Tim Pütz                   | Fabien Reboul Édouard Roger-Vasselin | 7:68, 6:2                 |
| 15.07.  | Nordea Open Båstad, Schweden ATP Tour 250 – Sand 28E / 16D – € 579.230 / € 651.865                                        | Nuno Borges                               | Rafael Nadal                         | 6:3, 6:2                  |
| 15.07.  | Nordea Open Båstad, Schweden ATP Tour 250 – Sand 28E / 16D – € 579.230 / € 651.865                                        | Orlando Luz Rafael Matos                  | Manuel Guinard Grégoire Jacq         | 7:5, 6:4                  |
| 15.07.  | EFG Swiss Open Gstaad Gstaad, Schweiz ATP Tour 250 – Sand 28E / 16D – € 579.325 / € 651.865                               | Matteo Berrettini                         | Quentin Halys                        | 6:3, 6:1                  |
| 15.07.  | EFG Swiss Open Gstaad Gstaad, Schweiz ATP Tour 250 – Sand 28E / 16D – € 579.325 / € 651.865                               | Yuki Bhambri Albano Olivetti              | Ugo Humbert Fabrice Martin           | 3:6, 6:3, [10:6]          |
| 15.07.  | Infosys Hall of Fame Open Newport, Vereinigte Staaten ATP Tour 250 – Rasen 28E / 16D – $ 661.585 / $ 742.350              | Marcos Giron                              | Alex Michelsen                       | 6:74, 6:3, 7:5            |
| 15.07.  | Infosys Hall of Fame Open Newport, Vereinigte Staaten ATP Tour 250 – Rasen 28E / 16D – $ 661.585 / $ 742.350              | André Göransson Sem Verbeek               | Robert Cash JJ Tracy                 | 6:3, 6:4                  |
| 22.07.  | Atlanta Open Atlanta, Vereinigte Staaten ATP Tour 250 – Hartplatz 28E / 16D – $ 757.020 / $ 841.590                       | Yoshihito Nishioka                        | Jordan Thompson                      | 4:6, 7:62, 6:2            |
| 22.07.  | Atlanta Open Atlanta, Vereinigte Staaten ATP Tour 250 – Hartplatz 28E / 16D – $ 757.020 / $ 841.590                       | Nathaniel Lammons Jackson Withrow         | André Göransson Sem Verbeek          | 4:6, 6:4, [12:10]         |
| 22.07.  | Generali Open Kitzbühel, Österreich ATP Tour 250 – Sand 28E / 16D – € 579.320 / € 651.865                                 | Matteo Berrettini                         | Hugo Gaston                          | 7:5, 6:3                  |
| 22.07.  | Generali Open Kitzbühel, Österreich ATP Tour 250 – Sand 28E / 16D – € 579.320 / € 651.865                                 | Alexander Erler Andreas Mies              | Constantin Frantzen Hendrik Jebens   | 6:3, 3:6, [10:6]          |
| 22.07.  | Plava Laguna Croatia Open Umag Umag, Kroatien ATP Tour 250 – Sand 28E / 16D – € 579.320 / € 651.865                       | Francisco Cerúndolo                       | Lorenzo Musetti                      | 2:6, 6:4, 7:65            |
| 22.07.  | Plava Laguna Croatia Open Umag Umag, Kroatien ATP Tour 250 – Sand 28E / 16D – € 579.320 / € 651.865                       | Guido Andreozzi Miguel Ángel Reyes Varela | Manuel Guinard Grégoire Jacq         | 6:4, 6:2                  |
| 29.07.  | Olympische Spiele – Paris                                                                                                 | Olympische Spiele – Paris                 | Olympische Spiele – Paris            | Olympische Spiele – Paris |
| 29.07.  | Mubadala Citi DC Open Washington, D.C., Vereinigte Staaten ATP Tour 500 – Hartplatz 48E / 16D – $ 2.100.230 / $ 2.271.715 | Sebastian Korda                           | Flavio Cobolli                       | 4:6, 6:2, 6:0             |
| 29.07.  | Mubadala Citi DC Open Washington, D.C., Vereinigte Staaten ATP Tour 500 – Hartplatz 48E / 16D – $ 2.100.230 / $ 2.271.715 | Nathaniel Lammons Jackson Withrow         | Rafael Matos Marcelo Melo            | 7:5, 6:3                  |

### August
| Datum 1 | Turnier | Sieger                             | Finalgegner                       | Ergebnis      |
| ------- | --- | ---------------------------------- | --------------------------------- | ------------- |
| 05.08.  | National Bank Open Montreal, Kanada ATP Tour Masters 1000 – Hartplatz 56E / 28D – $ 6.795.955 / $ 7.867.600            | Alexei Popyrin                     | Andrei Rubljow                    | 6:2, 6:4      |
| 05.08.  | National Bank Open Montreal, Kanada ATP Tour Masters 1000 – Hartplatz 56E / 28D – $ 6.795.955 / $ 7.867.600            | Marcel Granollers Horacio Zeballos | Rajeev Ram Joe Salisbury          | 6:2, 7:64     |
| 12.08.  | Cincinnati Open Cincinnati, Vereinigte Staaten ATP Tour Masters 1000 – Hartplatz 56E / 28D – $ 6.795.555 / $ 7.909.030 | Jannik Sinner                      | Frances Tiafoe                    | 7:64, 6:2     |
| 12.08.  | Cincinnati Open Cincinnati, Vereinigte Staaten ATP Tour Masters 1000 – Hartplatz 56E / 28D – $ 6.795.555 / $ 7.909.030 | Marcelo Arévalo Mate Pavić         | Mackenzie McDonald Alex Michelsen | 6:2, 6:4      |
| 19.08.  | Winston-Salem Open Winston-Salem, Vereinigte Staaten ATP Tour 250 – Hartplatz 48E / 16D – $ 779.780 / $ 867.750        | Lorenzo Sonego                     | Alex Michelsen                    | 6:0, 6:3      |
| 19.08.  | Winston-Salem Open Winston-Salem, Vereinigte Staaten ATP Tour 250 – Hartplatz 48E / 16D – $ 779.780 / $ 867.750        | Nathaniel Lammons Jackson Withrow  | Julian Cash Robert Galloway       | 6:4, 6:3      |
| 26.08.  | US Open New York, Vereinigte Staaten Grand Slam – Hartplatz 128E / 64D / 32MX – $ 75.000.000                           | Jannik Sinner                      | Taylor Fritz                      | 6:3, 6:4, 7:5 |
| 26.08.  | US Open New York, Vereinigte Staaten Grand Slam – Hartplatz 128E / 64D / 32MX – $ 75.000.000                           | Max Purcell Jordan Thompson        | Kevin Krawietz Tim Pütz           | 6:4, 7:64     |
| 26.08.  | US Open New York, Vereinigte Staaten Grand Slam – Hartplatz 128E / 64D / 32MX – $ 75.000.000                           | Sara Errani Andrea Vavassori       | Taylor Townsend Donald Young      | 7:60, 7:5     |

### September
| Datum 1 | Turnier | Sieger                                          | Finalgegner                        | Ergebnis                 |
| ------- | --- | ----------------------------------------------- | ---------------------------------- | ------------------------ |
| 09.09.  | Davis Cup – Gruppenphase                                                                                      | Davis Cup – Gruppenphase                        | Davis Cup – Gruppenphase           | Davis Cup – Gruppenphase |
| 16.09.  | Chengdu Open Chengdu, Volksrepublik China ATP Tour 250 – Hartplatz 28E / 16D – $ 1.269.245                    | Shang Juncheng                                  | Lorenzo Musetti                    | 7:64, 6:1                |
| 16.09.  | Chengdu Open Chengdu, Volksrepublik China ATP Tour 250 – Hartplatz 28E / 16D – $ 1.269.245                    | Sadio Doumbia Fabien Reboul                     | Yuki Bhambri Albano Olivetti       | 6:4, 4:6, [10:4]         |
| 16.09.  | Hangzhou Open Hangzhou, Volksrepublik China ATP Tour 250 – Hartplatz 28E / 16D – $ 1.081.395                  | Marin Čilić                                     | Zhang Zhizhen                      | 7:65, 7:65               |
| 16.09.  | Hangzhou Open Hangzhou, Volksrepublik China ATP Tour 250 – Hartplatz 28E / 16D – $ 1.081.395                  | Jeevan Nedunchezhiyan N. Vijay Sundar Prashanth | Constantin Frantzen Hendrik Jebens | 4:6, 7:65, [10:7]        |
| 16.09.  | Laver Cup Berlin, Deutschland Hartplatz (Halle) 2 Teams                                                       | Team Europa                                     | Team Welt                          | 13:11                    |
| 23.09.  | Kinoshita Group Japan Open Tennis Championships Tokio, Japan ATP Tour 500 – Hartplatz 32E / 16D – $ 1.989.865 | Arthur Fils                                     | Ugo Humbert                        | 5:7, 7:66, 6:3           |
| 23.09.  | Kinoshita Group Japan Open Tennis Championships Tokio, Japan ATP Tour 500 – Hartplatz 32E / 16D – $ 1.989.865 | Julian Cash Lloyd Glasspool                     | Ariel Behar Robert Galloway        | 6:4, 4:6, [12:10]        |
| 23.09.  | China Open Peking, China ATP Tour 500 – Hartplatz 32E / 16D – $ 3.891.650                                     | Carlos Alcaraz                                  | Jannik Sinner                      | 6:76, 6:4, 7:63          |
| 23.09.  | China Open Peking, China ATP Tour 500 – Hartplatz 32E / 16D – $ 3.891.650                                     | Simone Bolelli Andrea Vavassori                 | Harri Heliövaara Henry Patten      | 4:6, 6:3, [10:5]         |
| 30.09.  | Rolex Shanghai Masters Shanghai, China ATP Tour Masters 1000 – Hartplatz 96E / 32D – $ 10.298.535             | Jannik Sinner                                   | Novak Đoković                      | 7:64, 6:3                |
| 30.09.  | Rolex Shanghai Masters Shanghai, China ATP Tour Masters 1000 – Hartplatz 96E / 32D – $ 10.298.535             | Wesley Koolhof Nikola Mektić                    | Máximo González Andrés Molteni     | 6:4, 6:4                 |

### Oktober
| Datum 1 | Turnier                                                                                                 | Sieger                                  | Finalgegner                          | Ergebnis           |
| ------- | --- | --------------------------------------- | ------------------------------------ | ------------------ |
| 14.10.  | Almaty Open Almaty, Kasachstan ATP Tour 250 – Hartplatz (Halle) 28E / 16D – $ 1.117.465                 | Karen Chatschanow                       | Gabriel Diallo                       | 6:2, 5:7, 6:3      |
| 14.10.  | Almaty Open Almaty, Kasachstan ATP Tour 250 – Hartplatz (Halle) 28E / 16D – $ 1.117.465                 | Rithvik Choudary Bollipalli Arjun Kadhe | Nicolás Barrientos Skander Mansouri  | 3:6, 7:63, [14:12] |
| 14.10.  | European Open Antwerpen, Belgien ATP Tour 250 – Hartplatz (Halle) 28E / 16D – € 767.455                 | Roberto Bautista Agut                   | Jiří Lehečka                         | 7:5, 6:1           |
| 14.10.  | European Open Antwerpen, Belgien ATP Tour 250 – Hartplatz (Halle) 28E / 16D – € 767.455                 | Alexander Erler Lucas Miedler           | Robert Galloway Alexander Nedowessow | 6:4, 1:6, [10:8]   |
| 14.10.  | BNP Paribas Nordic Open Stockholm, Schweden ATP Tour 250 – Hartplatz (Halle) 28E / 16D – € 767.455      | Tommy Paul                              | Grigor Dimitrow                      | 6:4, 6:3           |
| 14.10.  | BNP Paribas Nordic Open Stockholm, Schweden ATP Tour 250 – Hartplatz (Halle) 28E / 16D – € 767.455      | Harri Heliövaara Henry Patten           | Petr Nouza Patrik Rikl               | 7:5, 6:3           |
| 21.10.  | Swiss Indoors Basel Basel, Schweiz ATP Tour 500 – Hartplatz (Halle) 32E / 16D – € 2.540.835             | Giovanni Mpetshi Perricard              | Ben Shelton                          | 6:4, 7:64          |
| 21.10.  | Swiss Indoors Basel Basel, Schweiz ATP Tour 500 – Hartplatz (Halle) 32E / 16D – € 2.540.835             | Jamie Murray John Peers                 | Wesley Koolhof Nikola Mektić         | 6:3, 7:5           |
| 21.10.  | Erste Bank Open Wien, Österreich ATP Tour 500 – Hartplatz (Halle) 32E / 16D – € 2.626.045               | Jack Draper                             | Karen Chatschanow                    | 6:4, 7:5           |
| 21.10.  | Erste Bank Open Wien, Österreich ATP Tour 500 – Hartplatz (Halle) 32E / 16D – € 2.626.045               | Alexander Erler Lucas Miedler           | Neal Skupski Michael Venus           | 4:6, 6:3, [10:1]   |
| 28.10.  | Rolex Paris Masters Paris, Frankreich ATP Tour Masters 1000 – Hartplatz (Halle) 56E / 24D – € 6.946.835 | Alexander Zverev                        | Ugo Humbert                          | 6:2, 6:2           |
| 28.10.  | Rolex Paris Masters Paris, Frankreich ATP Tour Masters 1000 – Hartplatz (Halle) 56E / 24D – € 6.946.835 | Wesley Koolhof Nikola Mektić            | Lloyd Glasspool Adam Pavlásek        | 3:6, 6:3, [10:5]   |

### November
| Datum 1 | Turnier                                                                               | Sieger                     | Finalgegner                           | Ergebnis           |
| ------- | ------------------------------------------------------------------------------------- | -------------------------- | ------------------------------------- | ------------------ |
| 04.11.  | Moselle Open Metz, Frankreich ATP Tour 250 – Hartplatz (Halle) 28E / 16D – € 651.865  | Benjamin Bonzi             | Cameron Norrie                        | 7:66, 6:4          |
| 04.11.  | Moselle Open Metz, Frankreich ATP Tour 250 – Hartplatz (Halle) 28E / 16D – € 651.865  | Sander Arends Luke Johnson | Pierre-Hugues Herbert Albano Olivetti | 6:4, 3:6, [10:3]   |
| 04.11.  | Belgrade Open Belgrad, Serbien ATP Tour 250 – Hartplatz (Halle) 28E / 16D – € 651.865 | Denis Shapovalov           | Hamad Međedović                       | 6:4, 6:4           |
| 04.11.  | Belgrade Open Belgrad, Serbien ATP Tour 250 – Hartplatz (Halle) 28E / 16D – € 651.865 | Jamie Murray John Peers    | Ivan Dodig Skander Mansouri           | 3:6, 7:65, [11:9]  |
| 11.11.  | Nitto ATP Finals Turin, Italien ATP Finals – Hartplatz (Halle) 8E / 8D – $ 15.250.000 | Jannik Sinner              | Taylor Fritz                          | 6:4, 6:4           |
| 11.11.  | Nitto ATP Finals Turin, Italien ATP Finals – Hartplatz (Halle) 8E / 8D – $ 15.250.000 | Kevin Krawietz Tim Pütz    | Marcelo Arévalo Mate Pavić            | 7:65, 7:66         |
| 18.11.  | Davis Cup – Finale                                                                    | Davis Cup – Finale         | Davis Cup – Finale                    | Davis Cup – Finale |

### Dezember
| Datum 1 | Turnier | Sieger       | Finalgegner  | Ergebnis           |
| ------- | --- | ------------ | ------------ | ------------------ |
| 16.12.  | Next Gen ATP Finals Dschidda, Saudi-Arabien Next Generation ATP Finals – Hartplatz (Halle) 8E – $ 2.000.000 | João Fonseca | Learner Tien | 2:4, 4:3, 4:0, 4:2 |

## Rücktritte
Die folgenden Spieler beendeten 2024 ihre Tenniskarriere:
- Artem Sitak – 9. Januar 2024[2]
- Ryan Harrison – 9. Januar 2024[3]
- John Millman – 11. Januar 2024[4]
- Attila Balázs – 3. Februar 2024[5]
- Ivo Karlović – 21. Februar 2024,[6]
- Steve Johnson – 10. März 2024[7]
- João Sousa – 3. April 2024,[8]
- Lukáš Rosol – 4. April 2024[9]
- Ben McLachlan – 5. April 2024[10]
- Andy Murray – 1. August 2024[11]
- Schweiz – 12. August 2024[12]
- Filip Krajinović – 20. August 2024[13]
- Pablo Cuevas – 24. September 2024,[14]
- Richard Gasquet – 10. Oktober 2024,[15]
- Dominic Thiem – 22. Oktober 2024[16]
- Dustin Brown – 4. November 2024[17]
- Rafael Nadal – 19. November 2024[18]